# Les filles veulent s'amuser
Les filles veulent s'amuser est un épisode de la série télévisée d'animation Les Simpson. Il s'agit du dix-huitième épisode de la trente-troisième saison et du 725e de la série.

## Synopsis
Lisa rejoint une fanfare. Pendant ce temps, Homer devient un brasseur de bière artisanale.

## Réception
Lors de sa première diffusion, l'épisode a attiré 1,03 million de téléspectateurs.